# Nick Dempsey
Nicholas Charles Dempsey (Norwich, 13 agosto 1980) è un velista britannico, vincitore della medaglia d'argento nel windsurf di Londra 2012 e Rio de Janeiro 2016 e la medaglia di bronzo a Atene 2004.

## Palmarès
- Giochi olimpici

Atene 2004: bronzo nello RS:X.
Londra 2012: argento nello RS:X.
Rio de Janeiro 2016: argento nello RS:X.